# Cleverprinting-Verlag
Der Cleverprinting-Verlag war der Hausverlag des Schulungsanbieters Cleverprinting und hat im Jahr 2025 seinen Geschäftsbetrieb eingestellt. Der Verlag produzierte Schulungshandbücher vorrangig für die Schulungsfirma; die Verlagsprodukte sind jedoch auch frei am Markt erhältlich. Inhaber ist Christian Piskulla, der Verlagssitz Holle bei Hildesheim. Die Publikationen richteten sich vorrangig an Profis und Fachkräfte in den Bereichen Medienproduktion und Druckvorstufe, allerdings wurden auch Titel für Einsteiger angeboten. Fachmedien heben vor allem die anwenderfreundliche Didaktik sowie den engen Praxisbezug der erschienenen Publikationen hervor. Hauptpublikation von Cleverprinting war der in mehreren Auflagen erschienene Ratgeber PDF/X und Colormanagement.

## Geschichte
Hervorgegangen ist der Verlag – so die Webseite des Verlages – aus Anforderungen, welche sich aus dem Schulungsbetrieb heraus ergeben haben. Da sich Unterrichtsmaterialien in Form von Loseblattsammlungen sowie selbst erstellte Handouts ebenso als suboptimal für die Teilnehmer erwiesen hätten wie ein Großteil der auf dem Markt erhältlichen Fachtitel, publizierte der dem Schulungsträger angeschlossene Verlag ab 2004 zunehmend selbst Unterrichtsmaterial sowie Fachtitel zu medienproduktionsrelevanten Themen.
Im Lauf der Jahre kamen weitere Fachbücher sowie kleinere Formate hinzu – speziell zu Adobe InDesign, aber auch zu Photoshop, Typografie, Grafikdesign sowie zu medienübergreifendem Publizieren. Kern des Verlagsprogramms ist der regelmäßig neu aufgelegte Titel PDF/X und Colormanagement von Herausgeber Piskulla – ein Fachtitel, welcher in der Medienproduktionsbranche zwischenzeitlich als Standardpublikation gilt. Die erste Auflage erschien 2004; die neunte Auflage im Jahr 2016. Neben dem Herausgeber Christian Piskulla schreiben für den Verlag weitere Publishing-Experten wie Monika Gause, Christoph Luchs, Günter Schuler und andere.

## Verlagsprofil und Bedeutung in der Medienproduktions-Branche
Eine klare Didaktik, verständliche Sprache sowie ein hoher Praxisbezug sind laut Verlags-Webseite wesentliche Anforderungen für die verlegten Publikationen. Aus Veranschaulichungsgründen sind viele der Titel aufwändig gedruckt; zum Einsatz dabei kommen oft Spezialfarben, Mehrfarbsysteme sowie Spezial-Rasterverfahren. Der Verlag beschränkt sich in seinen Büchern nicht darauf, lediglich neue Programmfunktionen zu beschreiben. Vielmehr stehen in vielen Titeln neuartige Arbeitsweisen und Workflows im Mittelpunkt. Darüber hinaus waren Verlag und Schulungsfirma maßgeblich daran beteiligt, das medienneutrale Farbmanagement voranzutreiben.
Ein weiteres Beispiel für das Fokussieren auf zeitgemäße Arbeitstechniken war der 2012 erschienene Titel Next Generation Publishing, der explizit eine Abgrenzung vollzog gegenüber älteren Verfahrensweisen aus der Ära des sogenannten Desktop-Publishing. Die erforderliche Neuausrichtung begründeten die Autoren vor allem mit dem Wandel von Soft- und Hardware sowie dem Zeitintervall, welches seit dem Aufkommen der ersten DTP-Techniken verstrichen sei. Als Abgrenzung zu diesen weist der Verlag auch auf den Umstand hin, dass viele der neuen, vorgestellten Techniken nicht mit althergebrachten Verfahrensweisen konform sind. So werden bewährte Techniken aus dem Desktop-Publishing oft als veraltet („Old School“) beschrieben, obwohl diese in Prüfungen oft noch als gültig ausgewiesen werden. Ungeachtet dessen werden viele der Verlagsprodukte an Berufsschulen eingesetzt.
Neben den Büchern verlegt der Verlag auch eigene Farbfächer, Typometer sowie andere grafische Hilfsmittel. Die Titel werden sowohl über den Cleverprinting-Shop als auch große Distributoren wie Amazon vermarktet. Viele der Verlagsprodukte können kostenlos von der Webseite des Verlages heruntergeladen werden – ein Umstand, der mit zur Bekanntheit von Verlag und Schulungsfirma beigetragen hat. So bringen es einzelne Titel laut Verlagsangaben auf bis zu 450.000 Downloads.

## Resonanz
In der Fachpresse fanden die Publikationen des Verlags durchweg positiven Widerhall. Bereits 2004 urteilte die Fachzeitschrift Mac Life in einer Rezension zum ersten PDF- und Colormanagement Handbuch: „Hier dürfte neue Standard-Literatur entstanden sein.“ Das Anwendermagazin Macwelt fasste in einer Rezension zu PDF/X und Colormanagement einige Arbeitstechniken als Tipps für die Leser stichwortartig zusammen. Die Zeitschrift Page bemerkte zu Adobe InDesign – clever, verständlich, praxisnah, das Buch führe „den Leser zielgerichtet und praxisorientiert an das Programm heran“. Die fünfzehn Kapitel des Handbuchs beschränkten sich auf das, was wichtig sei, um mit dem Programm effektiv zu arbeiten.
Print.de, das Online-Portal des Deutschen Druckers, hob die gedruckten Veranschaulichungen in dem Praxisbeispiel-Band EXPERIMENTE positiv hervor: „Die ‚Cleverprinting Experimente‘ zeigen auf 106 Seiten anhand aufwändig gedruckter Beispiele auf, was drucktechnisch notwendig, machbar und sinnvoll ist. Mit seinen 16 spannenden Experimenten ist das Buch, das seinen Untertitel ‚So sieht das gedruckt aus‘ wörtlich nimmt, vor allem auch ein visuelles Nachschlagewerk für alle diejenigen, die sich professionell mit der Erstellung von Drucksachen beschäftigen.“ Hohen Praxiswert attestieren den Publikationen des Verlags auch Grafikdesign-Blogs wie zum Beispiel gutenbergblog.de oder Druck-Dienstleister wie Flyeralarm. Gutenbergblog-Autor Tom Schoener hob – anlässlich einer Rezension von PDF/X und Colormanagement im Jahr 2009 – speziell den engen Bezug auf die Druckvorstufe positiv hervor: „Praxisnah werden Themen angesprochen, die in der Beschäftigung mit druckrelevanten Daten alltäglich sind – ob Farbstich, differierende Farbwerte, Probleme bei Tintenstrahl-Ausdrucken oder den spezifischen Wünschen der jeweiligen Druckereien.“

## Titel (Auswahl)
- Christian Piskulla: PDF/X und Colormanagement (seit 2004; Aktualisierungen ungefähr im Zwei-Jahres-Turnus; 9. Auflage: 2016)
- Günter Schuler: Farbwelten (2009)
- Günter Schuler, Christoph Luchs, Christian Piskulla: Next Generation Publishing (2012)
- Christian Piskulla: Die Cleverprinting EXPERIMENTE (2013)
- Monika Gause: Vektorgrafik mit InDesign (2014)
- Günter Schuler: Keine Angst vor InDesign (2015)
- Günter Schuler: Keine Angst vor Photoshop (2016)
- Günter Schuler, Christian Nuber, Uli Staiger, Gregor Fellenz, Olaf Giermann, Christian Piskulla: Next Generation Publishing Zweipunktnull (2018)
- Christian Nuber, Christian Piskulla: Formulare und barrierefreie PDF erstellen mit Acrobat Pro DC (2020)